# Schloss Neuenhof (Eisenach)

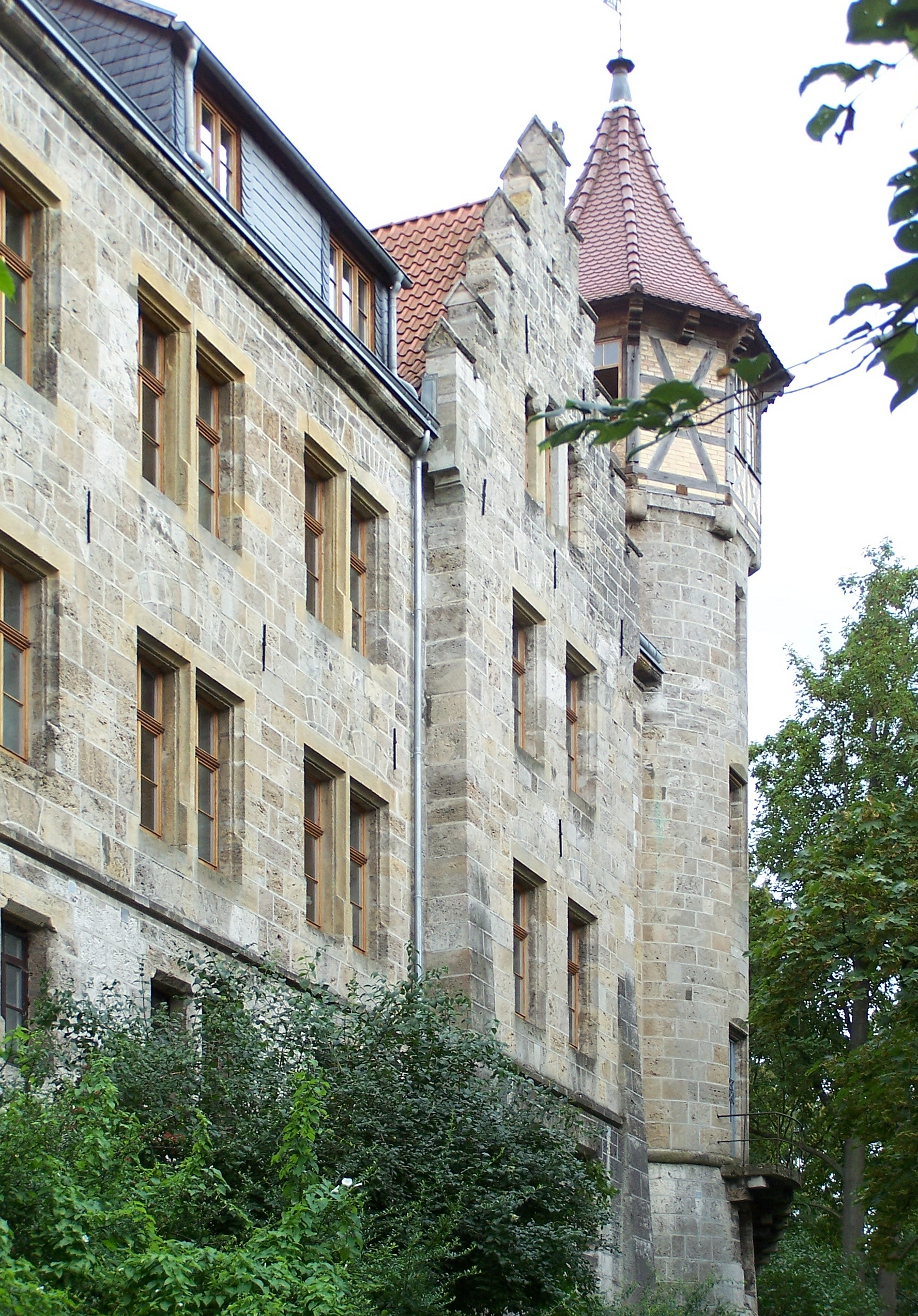
Schloss Neuenhof

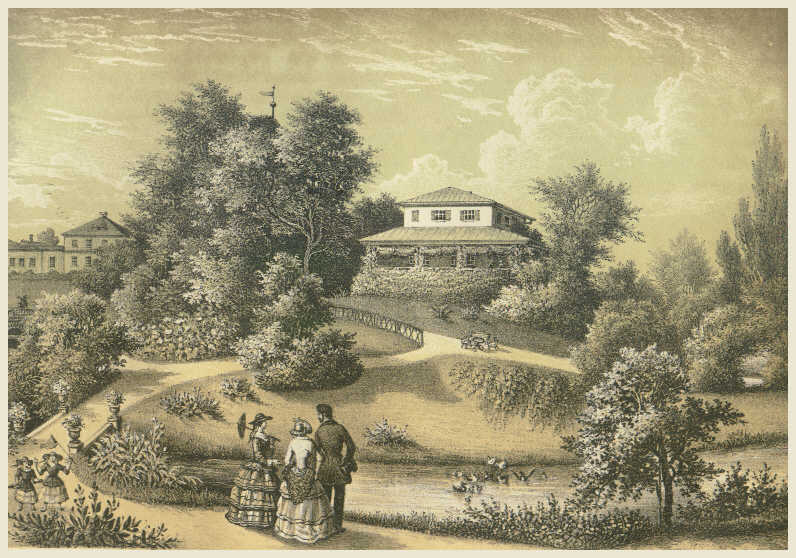
Das Schloss 1858, vor dem Neuaufbau

Das Schloss Neuenhof ist ein denkmalgeschütztes Bauwerk im Ortsteil Neuenhof der Stadt Eisenach in Thüringen.

## Lage
Das Schloss liegt in der Ortsmitte von Neuenhof inmitten des von Eduard Petzold angelegten Schlossparks auf einem Hochufer der Werra. Unmittelbar neben dem Schloss steht die Kirche von Neuenhof.

## Geschichte
An der Stelle des Schlosses soll sich seit dem Mittelalter in Spornlage auf dem Hochufer der Werra eine kleine Burg befunden haben.
Die als „Neuer Hof“ bezeichnete Gutsanlage gehörte 1405 den Rittern Johann und Wenzel von Stein zu Liebenstein. Diese verkauften den Besitz an den Ritter Helwig von Rakgus (Hellwig von Ruckus). 1411 erwarben die Herren von Reckrodt ihn von dessen Erben. Auf diese folgten 1777 die hessischen Freiherren Riedesel in Gestalt des Generals Volpert Christian von Riedesel zu Eisenbach.
1863 fiel die Begüterung durch Erbschaft an die fränkischen Freiherren von Rotenhan. Sie ließen die letzten Reste der Kemenate der mittelalterlichen Burg abtragen und 1863 anstelle der früheren Burganlage im neugotischen Stil das jetzige Schloss erbauen. Bauherr und Grundherr war der Politiker Freiherr Georg von Rotenhan, verheiratet mit Marie Gräfin Bernstorff. Sie weihten am 17. Oktober 1864 den neuen Schlossbau ein. Ihnen folgte im Erbe deren ältester Sohn, geboren auf Neuenhof, Hermann von Rotenhan (1848–1942), kgl. preuß. Oberleutnant, großherzogl. sächs. Kammerherr. Gut Neuenhof war zu diesem Zeitpunkt schon ein Familienfideikommiss der von Rotenhan. Hermann von Rotenhan war Kirchenpatron der Gemeinde. Durch die Fiedeikommissregelung, die Ehe des Hermann von Rotenhan blieb kinderlos, fiel der Besitz an die von Rotenhan-Familienlinie auf Schloss Buchwald, im Landkreis Hirschberg/Riesengebirge gelegen, an Freiherr Konrad von Rotenhan-Buchwald (* 1910). Er hatte mit Eichelberg bei Bamberg einen zweiten Besitz und wohnte mit seiner Ehefrau Margarethe Freiin von Bodenhausen, verwitwete von Unger, auch dort nach den Enteignungen durch die Bodenreform.
Nach 1945 lag Neuenhof in der Sowjetischen Besatzungszone; der Familienbesitz derer von Rotenhan wurde enteignet und das Schloss der Gemeinde übereignet. 1947 wurde darin ein Altenheim eingerichtet, welches bereits 1953 einem Stützpunkt der Grenztruppen der DDR weichen musste. Mit Fertigstellung des Kasernengebäudes am nordwestlichen Ortsrand zogen die Grenztruppen aus dem Schloss aus und gaben es der Gemeinde zurück. Diese schuf darin Wohnungen, auch ein Jugendclub, eine Arztpraxis, der örtliche Kindergarten und das Büro der neu gegründeten Landwirtschaftlichen Produktionsgenossenschaft wurden darin untergebracht.
Nach der Wende stand das Objekt kurze Zeit leer. Dann wurde es von einem entfernteren Verwandten der früheren Besitzer, aus einer anderen genealogischen Familienlinie der Rotenhan, Eyring Freiherrn von Rotenhan (* 1938) und seiner Frau Mechthild von Tresckow, Tochter des Widerstandskämpfers Gerd von Tresckow, aus Schloss Eyrichshof, zurückerworben und saniert.

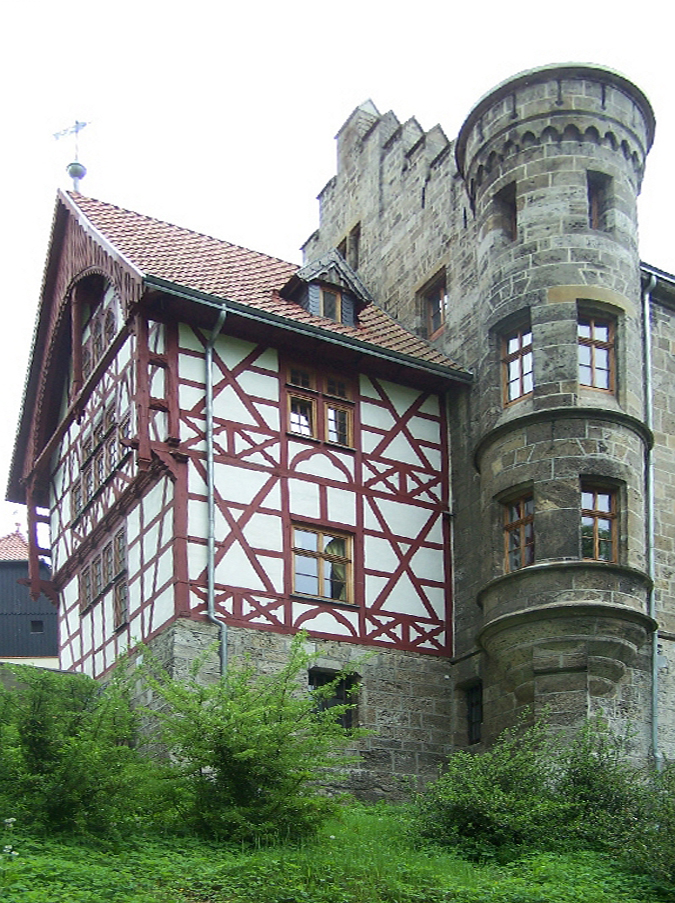
Schloss Neuenhof, Teilansicht mit Anbau
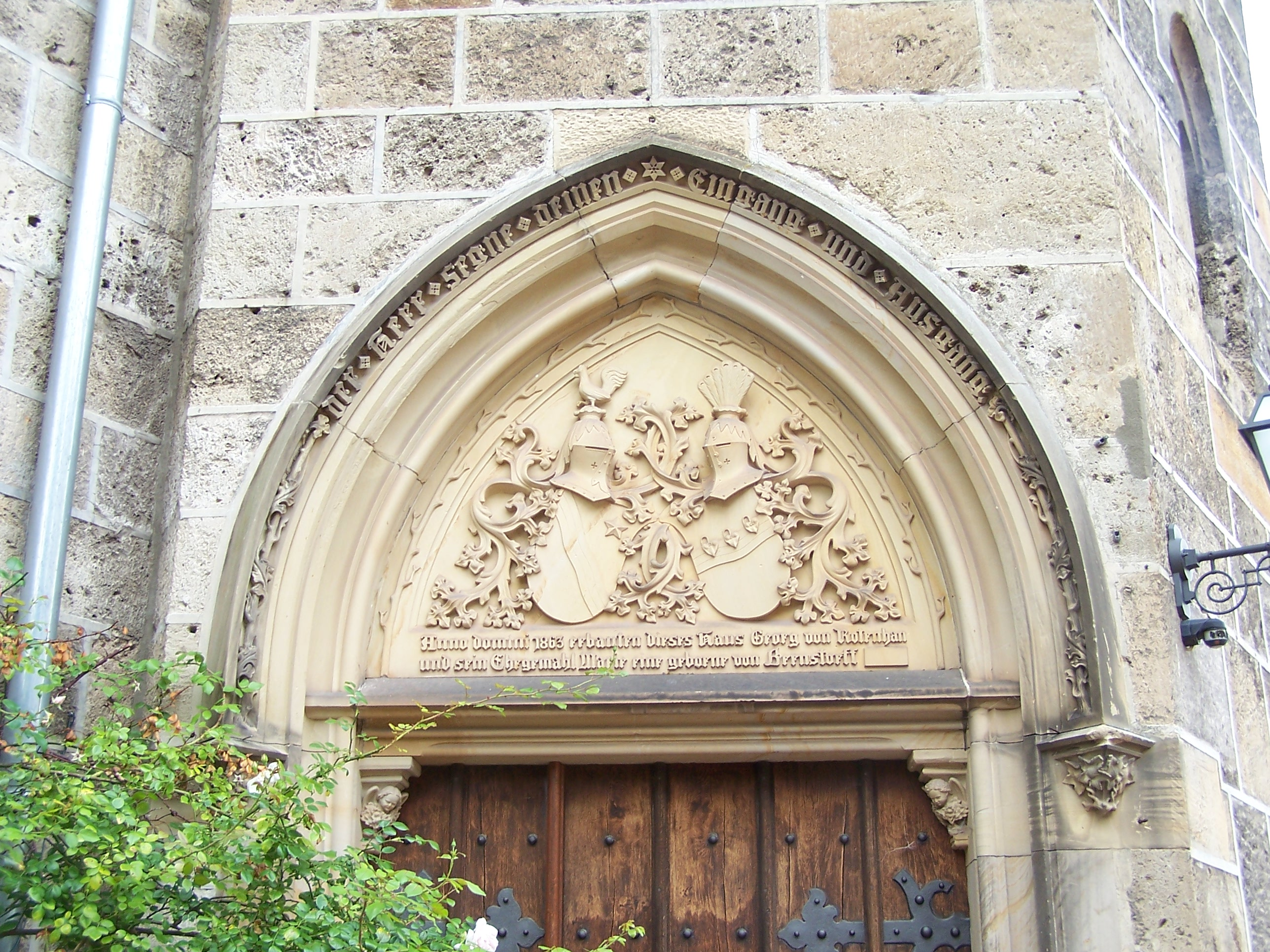
Allianzwappen des Georg von Rotenhan und seiner Frau Marie von Bernstorff-Gartow
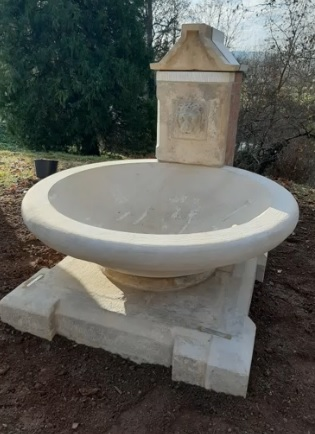
Der Löwenbrunnen kurz nach der Instandsetzung
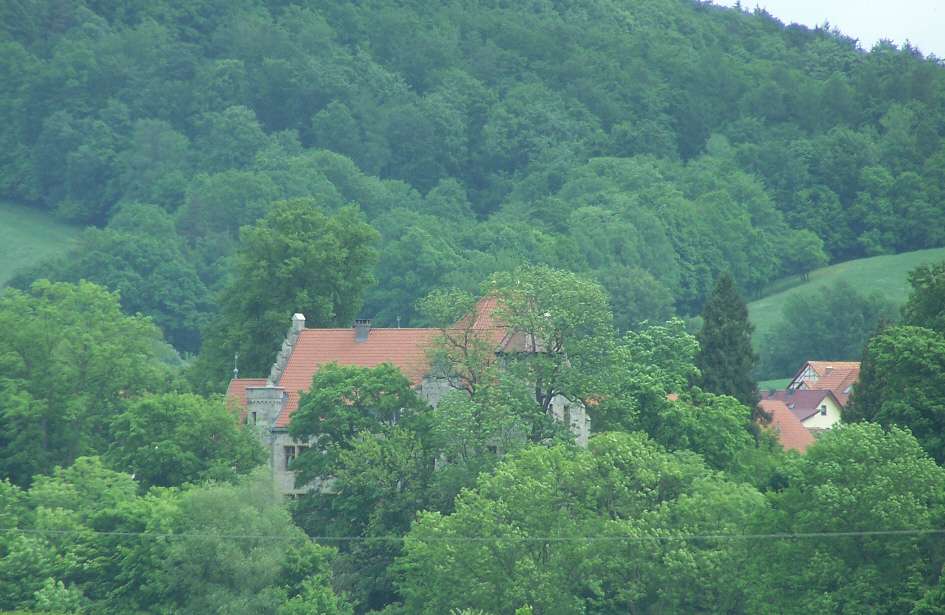
Fernsichtmotiv

## Schlosspark
Der historische, im Kern etwa 3,5 Hektar große Schlosspark wurde 1838 bis 1843 von Eduard Petzold im Auftrag von Freiherr Georg Riedesel angelegt. Als einziger Uferpark an der Werra gilt der Park als Frühwerk des bekannten Parkgestalters Petzold und als ein herausragendes Denkmal der Gartenkunst des 19. Jahrhunderts.
In der DDR-Zeit wurde der Park weitgehend vernachlässigt. Ende der 1960er Jahre wurde im Park ein Abschnitt des Grundbaches verrohrt, es wurden eine Treppenanlage zur Kirche und eine Festwiese mit Festbühne und betonierter Tanzfläche errichtet. 1982 wurden Schritte zur Rekonstruktion und Erhaltung des Parks eingeleitet, das Areal von Wildwuchs befreit. Ab April 1991 erfolgte eine umfassende Erneuerung der Schlossparkanlagen. Wege und der historische Kemenatenteich wurden wiederhergestellt und anlässlich des 100. Todestages von Eduard Petzold wurde eine Gedenktafel feierlich eingeweiht. 1998 wurde eine gartendenkmalpflegerische Zielstellung für den Park formuliert. Anfang 2007 musste eine über 150 Jahre alte Blutbuche im Park wegen Einsturzgefahr gefällt werden. 2011 wurden die Treppenanlage erneuert und die ruinösen Reste der Festbühne und Tanzfläche beseitigt.

### Löwenbrunnen
Am Rande der Schlossanlage befindet sich der Löwenbrunnen. Schon für das Jahr 1844 nachweisbar, ist er eines der letzten baulichen Zeugnisse der Originalausstattung des Schlossparks. 2011 befand er sich in einem ruinösen Zustand. Im Herbst 2020 wurde er im Rahmen der Dorferneuerung grundhaft saniert.